# Дружба (антарктическая станция)
Дружба — советская временная выносная аэрометеорологическая база, находившаяся на острове Завадовского в Антарктиде, в 300 километрах от станции «Мирный».
Станция была открыта 20 мая 1960 года. «Дружба» состояла из трёх палаток — жилой на трёх человек, во второй проводились исследования и размещалась столовая, третья использовалась как склад. Для освещения использовались керосиновые лампы, а для обогрева и приготовления пищи — газовые плиты. Связь с внешним миром осуществлялась посредством радиостанции мощностью 10—12 Вт с питанием от аккумуляторов, имелся также резервный передатчик мощностью 3—5 Вт.
На станции была устроена метеорологическая площадка, выполнялось двухразовое радиозондирование атмосферы. Толщина ледникового покрова в месте расположения станции составляла 300 метров. 6 августа 1960 года станция была закрыта.